# Hoshi dans le jardin des filles
Hoshi dans le jardin des filles (女の園の星, Onna no sono no hoshi) est un josei manga de Yama Wayama, prépublié dans le magazine Feel Young depuis le 8 janvier 2020 et publié par l'éditeur Shōdensha en volumes reliés avec un premier volume sorti le 8 juillet 2020. La version française est éditée par Le Lézard noir avec un premier volume sorti le 22 mars 2023.
Une adaptation du manga en OVA produit par Lapin Track est distribué sous la forme d'un disque Blu-ray accompagnant l'édition spéciale du 3e volume du manga sorti le 8 décembre 2022.

## Synopsis
La série suit la vie quotidienne de Hoshi, un professeur de japonais dans une école pour filles. Ses différents exploits sont présentés sous forme de tranche de vie, comme s'occuper du chien de compagnie de la classe, donner des conseils aux étudiants et boire avec ses collègues.

## Médias

### Manga
Scénarisé et illustré par Yama Wayama, Onna no sono no hoshi commence sa prépublication dans le magazine de type josei Feel Young de Shōdensha à partir du 8 janvier 2020. La série est publiée par le même éditeur au format tankōbon avec un premier volume sorti le 8 juillet 2020.
La version française est éditée par Le Lézard noir avec un premier volume sorti le 22 mars 2023.

#### Liste des volumes
| no | Japonais        | Japonais          | Français       | Français          |
| no | Date de sortie  | ISBN              | Date de sortie | ISBN              |
| --- | --------------- | ----------------- | -------------- | ----------------- |
| 1 | 8 juillet 2020  | 978-4-39-676797-6 | 22 mars 2023   | 978-2-353-48280-1 |
| 2 | 8 mai 2021      | 978-4-39-676819-5 | 14 juin 2023   | 978-2-353-48281-8 |
| 3 | 8 décembre 2022 | 978-4-39-676869-0 |                |                   |
| Au Japon, le tome 3 est également sorti en édition spéciale à la même date accompagné d'un disque Blu-ray contenant un OVA (ISBN 978-4-39-676870-6). |                 |                   |                |                   |

### Original video animation
Une adaptation du manga en original video animation (OVA) est annoncée en août 2022. L'OVA est produit par Lapin Track et réalisé par Mamoru Hatakeyama (Shinichi Omata) sur un scénario de Teruko Utsumi, un chara design de Naho Kozono, également directeur en chef de l'animation et une musique composée par Kei Haneoka. L'OVA est distribué sous la forme d'un disque Blu-ray accompagnant l'édition spéciale du 3e volume du manga, sorti le 8 décembre 2022,.

## Accueil
En décembre 2022, plus d'1,6 million d'exemplaires de la série étaient en circulation. La série se place 9e de la liste des Livres de l'année 202 du magazine Da Vinci et 6e de la liste 2021. La série se classe première de la liste Kono Manga ga sugoi! 2021 de Takarajimasha dans la catégorie des meilleurs mangas pour un lectorat féminin et 5e de la liste 2022. La série se place 7e du 14e Grand prix du manga en 2021, 4e de la 15e édition en 2022 et 3e ex-aequo avec You and I Are Polar Opposites de la 16e édition en 2023. La série se place 4e des Next Manga Awards 2021 dans la catégorie imprimés. Elle remporte le Prix de l'impact social lors du 25e Japan Media Arts Festival en 2022. Le manga est nommé au 47e Prix du manga Kōdansha dans la catégorie générale en 2023.